# Cilium perrieri
Cilium perrieri är en skalbaggsart som beskrevs av Leon Fairmaire 1898. Cilium perrieri ingår i släktet Cilium och familjen långhorningar.
Artens utbredningsområde är Madagaskar. Inga underarter finns listade i Catalogue of Life.